# Система оподаткування у стародавньому Китаї

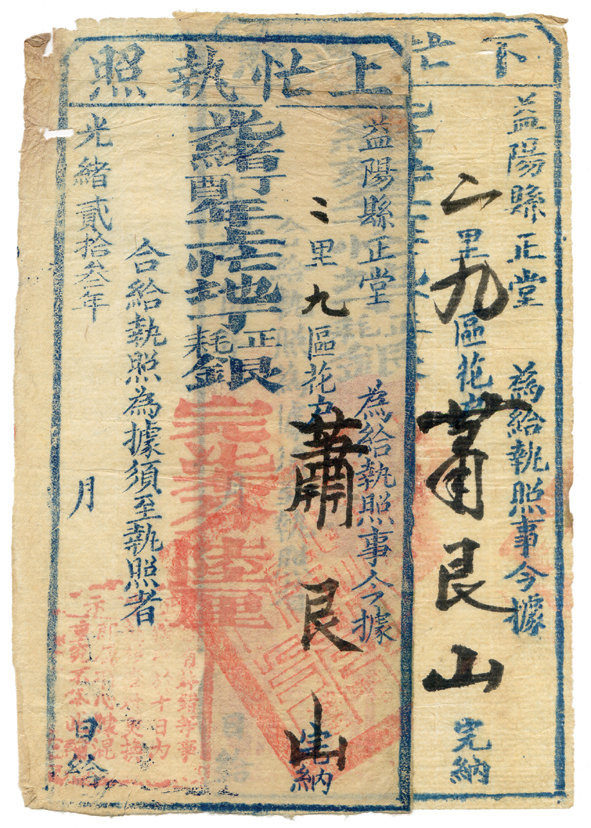
Податкові квитанції, видані в період правління династії Цин Гуансю.

Оподаткування в стародавньому Китаї сильно змінювалося з часом. Найважливішим джерелом доходів держави був податок на землеробство, або поземельний податок. За часів деяких династій уряд також накладав монополії, які ставали важливим джерелом доходу. Монополія на сіль була особливо прибутковою і стійкою. Комерційні податки, як правило, були досить низькими, але за винятком часів війни. Іншими джерелами доходу держави були інфляція, примусова праця (панщина), та експлуатація багатих купців і землевласників. Нижче наведено таблицю основних джерел державного доходу в Імперському Китаї.
| Династія                                                    | Земельний податок (у % від доходу) | Комерційний податок (у % від доходу)                                                     | Державні монополії | Панщина                                               | Ремарки |
| ----------------------------------------------------------- | ---------------------------------- | ---------------------------------------------------------------------------------------- | --- | ----------------------------------------------------- | --- |
| Цінь (221—206 до Р. Х.)                                     | 10 %                               | високий                                                                                  | сіль, залізо, карбування монет, ліса та озера                                                                                | 1 місяць на рік                                       | Закони, спрямовані на дискримінацію купців, експлуатацію та заслання багатих землевласників і купців. Високі виборчі податки. Період політики інтервенції під впливом Легалістів. |
| Рання Західна Хань (202—119 до Р. Х.)                       | 0–3.3 %                            | немає (не було можливості збирати)                                                       | немає | 1 місяць раз на 3 роки                                | Виборчі податки; період вільної політики невтручання (laissez faire) через вплив Таоізму. |
| Пізня Західна Хань (119 BCE- 2 після Р. Х.)                 | 3.3 %                              | Високий податок на статки та прибутки купців; мито на алкоголь                           | Сіль, залізо, карбування монет, торгівля зерном                                                                              | 1 місяць раз на 3 роки                                | Часткова експлуатація купців відбувалася під час правління Імператора Лю Че, який систематично втручався в економіку через вплив Модерністів. |
| Східна Хань (25- 220 після Р.Х7)                            | 3.3 %                              | Немає                                                                                    | Карбування монет | Незначна; могла бути замінена грошовими виплатами     | Виборчі податки; Період вільної політики невтручання (laissez faire) через вплив Конфуціонізму, а також тому що династія була заснована за підтримки багатих землевласників і купців, яким було огидно втручання уряду в справи пізньої Західної Хань. |
| Період Шести Династій (220—581 після Р. Х.)                 | Змінно високий                     | Різні види митних податків; податки на статки                                            | Чеканка монет, залізо | Велика                                                | Період потрясінь і поділів; економіка значно занепала через вторгнення варварів. Податки на Півночі та Півдні були різними, оскільки на Півдні зберігалося китайське правління, а на Півночі правили варварські племена. |
| Династії Сун і Тан (581—907 після Р. Х.)                    | 25 %                               | 3.3 %                                                                                    | Залізо, сіль (впроваджено після повстання Анші)                                                                              | 20 днів на рік; могла бути замінена платежами за шовк | У цей період держава практикувала «систему рівних полів», за якої більшість землі перебувала у державній власності і роздавалася окремим фермерам, щоб запобігти утворенню великих маєтків. Це давало змогу посилити державний контроль над окремими фермерами. |
| Династія Сун (960—1279 після Р. Х.)                         | 10 % + «численні доплати»          | 3-4 %                                                                                    | Сіль, деякі закордонні розкоші, чай і алкоголь під час правління Вана Аньши, паперові гроші, сульфур.                        | Незначна; могла бути замінена грошовими виплатами     | Період Сун був періодом високого економічного зростання. Під час канцлерства Ван Аньши уряд надавав позики під непомірні відсотки та запровадив контроль над цінами на багато товарів. Ці заходи були скасовані після його смерті. Пізній Сун страждав від високої інфляції через те, що уряд друкував гроші для покриття дефіциту.                                                 |
| Династія Юань (монгольська держава) (1279—1368 після Р. Х.) | Дуже високий                       | Дуже високий                                                                             | Сіль, чай, паперові гроші, залізо, алкоголь, порцеляна, мідь, золото і срібло, тканини та «практично будь-яка велика галузь» | Велика                                                | Експлуатація багатьох китайських землевласників і купців. Китай під час династії Юань страждав від високої інфляції через те, що уряд друкував гроші для покриття дефіциту. |
| Династія Мін (1368—1644 після Р. Х.)                        | 3-4 %                              | 2 % (широкомасштабне ухилення від сплати податків)                                       | Сіль (широкомасштабне ухилення від сплати податків; здебільшого занедбана під кінець правління династії)                     | Скасована                                             | Період Династії Мін був періодом високих темпів економічного зростання та політики laissez faire завдяки конфуціанським впливам. |
| Династія Цін (Маньчжурська) (1644—1911 після Р. Х.)         | 3-4 %                              | 2 % (рання частина правління династії). Від 2 до 10 % (пізня частина правління династії) | Сіль, зовнішня торгівля | Скасована                                             | Заборона на будівництво нових шахт, окрім як для забезпечення зайнятості, обмеження кількості торговців, широкомасштабна експлуатація китайських землевласників і повторне закріпачення мільйонів фермерів-орендарів. Лікін (податок на перевезення товарів, що стягувався на місцевому рівні). У 18-19 століттях держава Цін переживала економічний занепад і фіскальну слабкість. |

## Додаткові матеріали
- Історія каналів у Китаї, для їх використання для транспортування зернових податків

### Цитування
1. ↑  Zhan, 2006
2. 1 2 3  Li та Zheng, 2001
3. 1 2  Ji; et al., 2005a
4. 1 2 3  Xie, 2005
5. ↑  Huang, 1998
6. ↑  Myers та Wang, 2002
7. ↑  Zhang, Taisu (2023). The Ideological Foundations of Qing Taxation: Belief Systems, Politics, and Institutions. Cambridge University Press. doi:10.1017/9781108995955. ISBN 978-1-108-99595-5.

1. Zhan, 2006
2. Li та Zheng, 2001, с. 244
3. Ji; et al., 2005a, с. 73—74
4. Li та Zheng, 2001, с. 244
5. Ji; et al., 2005a, с. 105
6. Xie, 2005
7. Xie, 2005
8. Xie, 2005
9. Li та Zheng, 2001, с. 925
10. Huang, 1998, с. 138—141
11. Myers та Wang, 2002, с. 563—647
12. Zhang, Taisu (2023). The Ideological Foundations of Qing Taxation: Belief Systems, Politics, and Institutions. Cambridge University Press. doi:10.1017/9781108995955. ISBN 978-1-108-99595-5. S2CID 256566388.

### Загальні джерела
- Huang, Ray (1998), The Ming fiscal administration, у Twitchett, Denis; Fairbank, John K. (ред.), The Ming Dynasty, 1 398–1644, Part 2, The Cambridge History of China, т. 8, Cambridge: Cambridge University Press, с. 106—172, ISBN 978-0-521-24333-9
- Ji, Jianghong та ін. (2005a), Encyclopedia of China History (Chinese) , т. 1, Beijing publishing house, ISBN 7-900321-54-3
- Ji, Jianghong та ін. (2005b), Encyclopedia of China History (Chinese) , т. 2, Beijing publishing house, ISBN 7-900321-54-3
- Ji, Jianghong та ін. (2005), Encyclopedia of China History (Chinese) , т. 3, Beijing publishing house, ISBN 7-900321-54-3
- Li, Bo; Zheng, Yin (2001), 5000 years of Chinese history (Chinese) , Inner Mongolian People's publishing corp, ISBN 7-204-04420-7
- Xie, Yuanlu (2005), Analysis of the Tang-Song socioeconomic transformation, Research on Chinese Economic History, 2, архів оригіналу за 6 липня 2011
- Zhan, Zhifei (2006), Changes in the monetary system in the early Han and its effects, Economic History, 5
- Myers, H. Ramon; Wang, Yeh-Chien (2002), Economic developments, 1644–1800, у Peterson, Willard (ред.), The Ch'ing Empire to 1800, The Cambridge History of China, т. 9, Cambridge University Press, с. 563—647, ISBN 978-0-521-24334-6